# 瓦列留·穆拉夫斯基
瓦列留·穆拉夫斯基（1949年7月31日—2020年4月8日），摩尔多瓦政治人物，前摩尔多瓦总理。

## 生平
1949年生于摩尔达维亚苏维埃社会主义共和国奧爾海伊區西罗塔。1971年毕业于基希讷乌拉佐理工学院经济学系。长期在摩尔达维亚苏维埃社会主义共和国政府经济部门工作。东欧剧变以及摩尔多瓦共和国独立后，他在1991年至1992年担任该国总理职务。1999年，他成立了摩尔多瓦全国基督教民主农民党，并一直担任该党的主席，直至2002年卸任。1998年，该党加入争取民主和繁荣的摩尔多瓦选举联盟并成功获得议会席位。
2020年4月8日逝世。

## 荣誉
- 劳动光荣勋章（1999年7月31日）[4]